# Марта Карийо
Марта Карийо (на испански: Martha Carrillo) е мексиканска писателка, сценаристка, журналистка и тв водеща. Кариерата си като сценарист реализира в компания Телевиса.
Сред най-известните ѝ сценарии на теленовели са: Три жени (1999), Под същата кожа (2003), В името на любовта (2008), Когато се влюбиш (2010), Смела любов (2012), Искам да те обичам (2013) и Не ме оставяй (2015).

## Творчество

### Оригинални истории

#### Теленовели
- Изгарящ огън (2021) с Кристина Гарсия
- Искам да те обичам (2013/14) с Кристина Гарсия, базирана на теленовелата Imperio de cristal от Хайме Гарсия Естрада и Орландо Мерино
- Смела любов (2012) с Кристина Гарсия, сюжетът се базира на теленовелата С чиста кръв от Мария Саратини[3] и историята En los cuernos del amor, създадена от Марта Карийо, Кристина Гарсия и Денис Пфейфер[4]
- Под същата кожа (2003) с Кристина Гарсия
- Осмели се да ме забравиш (2001) с Роберто Ернандес Васкес и Марта Олаис
- Три жени (1999/2000) с Кристина Гарсия

#### Сериали
- Жените в черно (2016) с Кристина Гарсия
- Омъжи се за мен, любов моя (2013) с Кармен Армендарис[5]
- S.O.S.: Секс и други тайни (2007/08) с Кристина Гарсия и Бенхамин Кан

### Адаптации
- Моята тайна (2022) с Кристина Гарсия, оригинал от Мариса Гаридо
- И утре ще бъде друг ден (2018) с Кристина Гарсия, оригинал от Хосе Игнасио Валенсуела
- Не ме оставяй (2015/16) с Кристина Гарсия, оригинал от Ерик Вон и Лиляна Абуд[6]
- Когато се влюбиш (2010/11) с Кристина Гарсия, оригинал от Каридад Браво Адамс
- В името на любовта (2008/09) с Кристина Гарсия, оригинал от Хосе Куаутемок Бланко и Мария дел Кармен Пеня
- Моята съдба си ти (2000) с Кристина Гарсия, оригинал от Кармен Даниелс и Хорхе Лосано Сориано

### Литературни редакции
- Да умреш два пъти (1996) написана от Химена Суарес и Алфонсо Еспиноса.
- Гълъб (1995) написана от Химена Суарес и Алфонсо Еспиноса.
- Алондра (1995) с Роберто Ернандес Васкес, написана от Йоланда Варгас Дулче.

### Нови версии, пренаписани от нея
- Моята вечна любов (2024) с Кристина Гарсия, нова версия на Три жени.

### Нови версии, пренаписани от други
- Virinaj sekretoj (2015) – гръцка версия на S.O.S.: Секс и други тайни.

### ТВ предавания
- Rumbo al gran final (2015 – )
- Tvynovelas presenta rumbo al gran final (2012 – 2015)
- Líbranos del Mal: Grandes Villanos de Telenovela (2013)
- Grandes Bodas de Telenovelas (2013)
- Hoy (2006 – 2007)
- Ay amor (2003)
- Operación triunfo (2002)
- Aquí entre 2 (2001)
- Hoy (1998 – 2000)
- Hoy Mismo (1997)
- Al Despertar (1995 – 1998)
- Revista Telegüia (1992 – 1998)

### Книги
- Placeres Ocultos (2023)[7]
- Imperfectamente Feliz (2019)[8][9]
- Divorciada, pero Virgen!! (2016)[10]
- Tacones altos, corazones apasionados (2014) (в сътрудничество с Андреа Легарета)[11]
- Cama para Dos Editorial Diana (2012) (в сътрудничество с Раул Араиса Ерера)
- Luna negra Editorial Diana (2011)
- Soy poderosa ¡y qué! Editorial Diana (2010)[12]
- Ni santa ni golfa Editorial Diana (2009)

### Театър
- Cama para Dos (2013)
- Timbiriche el musical (2010), драматурзи Марта Карийо, Рене Франко, Алехандро Гуо

## Награди и номинации
Награди TVyNovelas
| Година | Категория                       | Теленовела         | Резултат   |
| ------ | ------------------------------- | ------------------ | ---------- |
| 2016   | Най-добра история или адаптация | Не ме оставяй      | Печели     |
| 2013   | Най-добра история или адаптация | Смела любов        | Печели     |
| 2010   | Най-добра история или адаптация | В името на любовта | Номинирана |